# صبر کن تا هلن بیاید
صبر کن تا هلن بیاید رمانی نوشتهٔ مری داونینگ هان نویسندهٔ آمریکایی است که در سال ۱۹۸۶ منتشر شد. اولین بار در ۱ ژانویهٔ ۱۹۸۶ از طریق هارپرکالینز منتشر شد و از آن زمان تاکنون چندین بار تجدید چاپ شده است. این کتاب در سال ۱۹۸۹ برندهٔ جایزۀٔ انتخاب خوانندگان جوان شد و دختر جوانی را دنبال می‌کند که باید با رویدادهای فراطبیعی که او را احاطه کرده است، مقابله کند. این کتاب به موضوعات مرگ و خودکشی می‌پردازد که باعث شده برخی از والدین درخواست کنند این کتاب از فهرست مطالعهٔ مدارس و کتابخانه‌های مدارس حذف شود.

## اقتباس فیلم
در سال 2016 فیلمی از روی این کتاب اقتباس شد. دومینیک جیمز کارگردانی این فیلم را برعهده داشت.

## بازخورد

### جوایز
- جایزۀ کاشت طلایی (۱۹۹۵، برنده)[۴]
- جایزۀ انتخاب کودکان آیووا
- جایزۀ مود هارت لاولیس
- جایزۀ کتاب برگزیدۀ خوانندگان جوان ربکا کودیل
- جایزۀ بلوبونت تگزاس
- جایزۀ انتخاب خوانندگان جوان شمال غربی اقیانوس آرام
- جایزۀ جوان هوزیر
- جایزۀ کتاب برگزیدۀ خوانندگان ویرجینیا
- جایزۀ دولتی داوطلبانۀ کتاب
- جایزۀ دوروتی کنفیلد فیشر
- جایزۀ کتاب کودک یوتا